# Mieczysław Preis
Mieczysław Preis (ur. 24 stycznia 1930 w Toruniu, zm. 16 maja 2001 w Gdańsku) – polski nauczyciel, instruktor ZHP, komendant Gdańskiej i Lubuskiej Chorągwi ZHP (uznawany za bohatera Chorągwi Gdańskiej ZHP).

## Życiorys
Urodził się 24 stycznia 1930 r. w Toruniu. Ojciec Jan (1897–1959) był maszynistą kolejowym, matka Władysława (1985–1967) z domu Szczepanowska prowadziła dom i wychowywała dzieci. Miał starszą siostrę Janinę Piotrowską (1925–1960), nauczycielkę. Jesienią 1947 roku ojciec Mieczysława otrzymał pracę w Dyrekcji Okręgu PKP w Gdańsku i cała rodzina przeprowadziła się z Torunia do Gdańska-Oliwy. Naukę kontynuował w Państwowym Gimnazjum i Liceum Ogólnokształcącym w Oliwie. Po maturze, w latach 1950–1954 studiował farmację w Gdańskiej Akademii Medycznej. Dyplom magistra farmacji otrzymał w listopadzie 1954 r. W czasie studiów był działaczem organizacji studenckich, śpiewał w Chórze Akademickim. Był przewodniczącym Komitetu Uczelnianego ZSP w Akademii Medycznej oraz przewodniczącym Komisji Okręgowej ZSP w Gdańsku. Na ostatnim roku studiów pracował jako zastępca asystenta Zakładu Mikrobiologii w swojej uczelni, a po skończeniu studiów jako asystent tego Zakładu Mikrobiologii do jesieni 1957 r. W latach 1957–1968 był nauczycielem kontraktowym, uczył chemii w Technikum Ekonomicznym w Sopocie i Technikum Przemysłu Spożywczego w Gdańsku. W latach 1968–1970 był dyrektorem V Liceum Ogólnokształcącego im. Stefana Żeromskiego w Gdańsku Oliwie, którego był absolwentem. Następnie przeszedł do pracy w Urzędzie Wojewódzkim na stanowisko Dyrektora Wydziału Kultury i Sztuki. Po 5 latach pracy w administracji państwowej przeszedł do Okręgowego Przedsiębiorstwa Rozpowszechniania Filmów w Gdańsku na stanowisko zastępcy dyrektora. W 1979 r. został dyrektorem Bałtyckiej Agencji Artystycznej BART w Sopocie i do 1985 r. był m.in. organizatorem Międzynarodowych Festiwali Piosenki w Operze Leśnej w Sopocie. W 1981 r. ukończył studia podyplomowe na Uniwersytecie Gdańskim w zakresie „Wiedza o teatrze, filmie i telewizji”. W latach 1985–1986 był kierownikiem Spółdzielczej Galerii Sztuki Galeria 85 w Gdańsku, a następnie przez 10 lat był właścicielem i dyrektorem Gdańskiej Oficyny Sztuki Galeria u Literatów w Gdańsku. W latach 1996–2001 jako właściciel galerii i marszand prowadził galerię sztuki w Centrum Gdyni. Był popularyzatorem sztuki, organizatorem wielu wystaw artystycznych w Trójmieście oraz w Niemczech. Był członkiem Gdańskiego Towarzystwa Przyjaciół Sztuki w latach 1972–2001, pełnił m.in. funkcję prezesa Zarządu GTPS. Od 1979 r. należał do Stowarzyszenia Działaczy Kultury Morskiej, pełnił tam funkcję prezesa Zarządu Głównego i przewodniczącego Rady Działaczy Kultury Morskiej. Z troski o biedne i zaniedbane dzieci wstąpił w 1991 r. do Stowarzyszenia KIWANIS INTERNATIONAL Polska, był założycielem i prezesem Oddziału tej organizacji w Gdańsku, a w latach 1998–1999 koordynatorem KIWANIS obszaru Polska. W 1967 r. zawarł związek małżeński z Jadwigą Purzycką – Preis (26.09.1930), prof. dr hab. Biochemii Akademii Medycznej w Gdańsku. Miał córkę Agnieszkę mgr inż. elektroniki, absolwentkę Politechniki Gdańskiej, żeglarkę, instruktorkę w stopniu phm. Zmarł po krótkiej chorobie 16 maja 2001 r., spoczywa na Cmentarzu Oliwskim.

## Harcerstwo
Jako uczeń Szkoły Podstawowej w Toruniu, we wrześniu 1938 r. wstąpił do Drużyny Zuchowej im. St. Tarkowskiego. Po rocznej pracy w drużynie, II wojna światowa przerwała przygodę w gromadzie zuchowej. Niemniej ta pierwsza w jego życiu drużyna, dobrze metodycznie prowadzona, wywarła silne wrażenie na młodym Mietku, że „Zuchem” pozostał do końca życia. Ta specjalność instruktorska była mu najbliższa i w niej znajdował później satysfakcje w harcerskiej służbie. Zawsze miał wiele ciekawych i twórczych pomysłów, którymi zarażał najbliższe otoczenie. Zaraz po wyzwoleniu Torunia, 20.03.1945 r. wstąpił do 6 Drużyny Harcerzy im. Zawiszy Czarnego, a dwa tygodnie później pełnił równolegle obowiązki drużynowego Nadwiślańskiej Drużyny Zuchów. 2 listopada 1945 r. złożył przyrzeczenie harcerskie i otrzymał krzyż harcerski. W styczniu 1947 r. ukończył w Warszawie kurs podharcmistrzowski ze specjalnością zuchową. Naukę kontynuował w Państwowym Gimnazjum i Liceum Ogólnokształcącym w Oliwie, gdzie zaraz wstąpił do drużyny harcerskiej działającej przy tej szkole. Ale podobnie jak w Toruniu, równolegle z pracą harcerską, prowadził II Drużynę Zuchów im. Zawiszy Czarnego w Hufcu Oliwa. Szybko awansował na funkcję zastępcy namiestnika, a następnie namiestnika Zuchów w swoim hufcu. W lutym 1949 r. zdobył stopień Harcerza Rzeczypospolitej, a dwa miesiące później otrzymał nominację na stopień podharcmistrza. 1.04.1949 został mianowany zastępcą inspektora WF w składzie nowej połączonej Komendy Chorągwi Morskiej Harcerstwa. Jednocześnie pełnił kierownicze funkcje w Komendzie Gdańskiej Chorągwi. W latach 1957–1958 był kierownikiem Wydziału Zuchów. W 1958 r. otrzymał stopień harcmistrza. W latach 1958–1962 był zastępcą komendanta Gdańskiej Chorągwi. Naczelniczka ZHP Zofia Zakrzewska w roku 1960 powierzyła mu na pół roku obowiązki komendanta Chorągwi Lubuskiej w Zielonej Górze. W tym czasie uporządkował sprawy organizacyjne i przygotował następcę na funkcję komendanta Chorągwi, po czym powrócił do pracy w Chorągwi Gdańskiej. W latach 1958–1960 pełnił także funkcję zastępcy komendanta Centralnej Szkoły Instruktorów Zuchowych w Cieplicach. W listopadzie 1962 r. został wybrany komendantem Chorągwi Gdańskiej i pełnił tę funkcję do kwietnia 1969 r. Od 1948 do 1973 r. prowadził wiele obozów kursów i konferencji instruktorskich. Na zaproszenie organizacji The Woodcraft Folk prowadził obóz harcerski w Anglii w 1968 r. Był delegatem na II, III, i IV Zjazd ZHP oraz członkiem Rady Naczelnej w latach 1959–1973. Był żeglarzem, posiadał stopień sternika jachtowego i motorowodnego.

## Odznaczenia i ordery
- Krzyż Kawalerski Order Odrodzenia Polski 1975 r.,
- Złoty Krzyż Za Zasługi dla ZHP,
- Złota Odznaka Zasłużonego Działacza Kultury.